# Анна Каренина (мюзикл, 1994)
«А́нна Каре́нина» — венгерский мюзикл на либретто и стихи Тибора Миклоши, музыку Тибора Кочака. Основан на одноимённом романе Л. Н. Толстого. Премьера состоялась в 1994 году в Будапеште, Венгрия.